# Морейское восстание

Византийская империя накануне окончательного завоевания Константинополя и Мореи (около 1450 года). Большой пурпурный полуостров на юго-западе — это Морея, в то время самая важная и процветающая территория Империи.

Карта Мореи в средние века

Морейское восстание 1453—1454 годов — неудавшееся крестьянское восстание, осуществленное против правления братьев Фомы и Деметриоса Палеологов, правителей византийского деспотата Мореи на полуострове Пелопоннес .

## Предыстория
Византийская империя правила Мореей на протяжении многих веков. За это время в этом районе поселились несколько тысяч арванитов. После битвы при Варне в 1444 году турки-османы получили полную свободу действий в борьбе с остатками Византийской империи, которая находилась в упадке более века. В 1446 году османы вторглись в византийскую Морею, которой тогда совместно управляли два брата, деспоты Константин и Фома Палеолог. Братья успешно сопротивлялись вторжению, но ценой опустошения сельской местности Мореи и того, что турки угнали 60 000 греческих мирных жителей обратно на свою территорию. Османский султан Мурад II заключил мирный договор, в результате которого братья заплатили большую дань туркам, приняв их вассалитет и обещание не воевать против них в будущем, поскольку Мураду пришлось решать свои внутренние конфликты.
После смерти византийского императора Иоанна VIII Палеолога в Константинополе в октябре 1448 года императорский престол перешел к Константину, который был коронован 6 января 1449 года в Мистре перед отъездом в столицу. Два месяца спустя он официально взошёл на трон как император Константин XI. Его младшие братья, Фома и Деметриус, остались вместо него править Мореей в качестве совместных деспотов . Несмотря на заверения Константина в том, что они обещают поддержку друг другу, и Фома, и Деметрий жаждали чужих земель - кроме того, они выдвигали претензии против венецианских портовых владений в Морее, отталкивая единственную силу, способную помочь им в сопротивлении туркам .Взаимная неприязнь дошла до того, что оба деспота запросили у турок военной помощи против друг друга. Во время последней осады Константинополя новый султан Мехмед II снова вторгся в Морею, чтобы отвлечь их внимание, и помешать братьям отправлять какие-либо припасы в Константинополь.

## Восстание
Вскоре после падения Константинополя и смерти последнего византийского императора Константина XI 30 000 албанцев под предводительством Петра Буа подняли восстание против Фомы и Деметрия II в связи с хронической нестабильностью и уплатой дани туркам. Позже к албанцам присоединились местные греки, у которых к тому времени был общий лидер в лице Мануэля Кантакузина, который был провозглашен их общим деспотом. Повстанцы попросили помощи у венецианцев, а два брата попросили в попдавлении восстания Мехмеда II. Ситуация ещё более запуталась во время второго восстания во главе с Джованни Асеном Заккарией, сыном последнего князя Ахайи Центуриона II Заккарии, который претендовал на титул своего отца, представляющего остатки латинского правления в Морее. Перед восстанием Заккария был заключен в тюрьму Томасом, но ему удалось сбежать во время беспорядков.
Будучи вассалами султана, деспоты призвали на помощь турок, и в декабре 1453 года прибыл Омар, сын османского наместника Фессалии Турахан-бека. Одержав победу над повстанцами, он ушел, добившись освобождения своего брата Ахмеда, захваченного византийцами в 1446 году. Однако восстание не утихало, и в октябре 1454 года сам Турахан был вынужден вмешаться. Взяв несколько крепостей, восставшее население капитулировало. Турахан посоветовал двум Палеологам урегулировать свои разногласия и править мирно, а затем покинул полуостров. Дань была восстановлена на том же уровне, и деспоты должны были продолжать свой вассалитет, как и прежде. Что касается лидеров повстанцев, то Буа был помилован Мехмедом II и позже стал представителем албанского народа при турках, Заккария бежал и остаток жизни провёл в Венеции, а затем при папском дворе, а Кантакузин бежал и пропал.